# بيتر صموئيل
بيتر صموئيل (بالإنجليزية: Peter Samuel, 4th Viscount Bearsted)‏  (و. 1911 – 1996 م) هو سياسي، من المملكة المتحدة، توفي عن عمر يناهز 85 عاماً.

## الخدمة العسكرية
خدم في الجيش البريطاني.

## جوائز
حصل على جوائز منها:
- الصليب العسكري.